# دان بيرغر
دان بيرغر (بالإنجليزية: B. Dan Berger)‏ هو فنان أمريكي، ولد في 1967.